# プレインランゲージ
プレインランゲージ（英語: plain language）は、読み手が必要な情報を簡単に見つけ、見つけた情報を容易に理解し使えるようにするために、的確に言葉を選び、文章の構成やデザインを行っているコミュニケーション様式の総称である。主に官公庁、企業の情報発信に使用される。又障害のある人の意志疎通の観点から障害者の権利に関する条約の第2条で、平易な言語が「コミュニケーション」の一つとして規定されている。
2019年6月にThe International Plain Language Federationのプロジェクトの代表が、『Plain Languageの標準化』への提案書を国際標準化機構（ISO）の技術委員会37（TC 37）に提出し、2019年9月末に、TC37においてISO化に向けた作業を開始することが採択された。その後、2023年にプレインランゲージの基本原則を定めた国際標準ISO 24495-1:2023 “Plain language Part 1: Governing principles and guidelines”が出版された。
日本国内では、当初Japan Plain English & Language Consortium（以下JPELC）がプレインランゲージの普及活動を進めた。その後、JPELCは2023年に一般社団法人　日本プレインランゲージ協会（JAPL）に改組された。JAPLではISO TC 37で標準化作業が進むISO 24495-2 “Plain language — Part 2: Legal Writing and Drafting“、ISO/AWI 24495-3 “Plain language — Part 3: Science writing”にエキスパートを派遣して対応している。

## 各国の動向

### アメリカ合衆国
アメリカ政府は1970年代に導入。官公庁への国民からの問い合わせが減少、意思疎通が原因で生じた訴えや訴訟のコストが激減。納税者が法的義務を果たし、パフォーマンスが向上。米国大統領スピーチなどでも使用される。下記は採用例。
- 1997年：米国証券取引委員会
- 1998年：企業の開示財務資料
- 1980年：全米保険監督官協会
- 1980年：新聞・雑誌

1998年6月1日の大統領覚書「Plain Language in Government Writing」では、当時の大統領ビル・クリントンがプレインランゲージの使用に関し「政府がすること、求めること、提供サービスについて明確なメッセージを送る」「政府と民間セクターの時間、労力、資金を節約する」等と言及した。
2010年10月13日には米国政府のコミュニケーションのあり方に関する法律であるPublic Law 111-274、すなわち「The Plain Writing Act of 2010」が成立し、政府の公文書をプレイン・ライティングで作成するよう義務付けた。
2011年3月には政府諸機関がプレインランゲージで文書を作成するためのマニュアル「Federal Plain Language Guidelines」が公表された。

### イギリス政府
公正取引局、政府機関は1970年代後半 特定の消費者契約を平易な言葉で表記。地方自治体、厚生サービスおよび大手金融会社などにも普及。

### カナダ
カナダ政府は2012年のコミュニケーション政策で「情報の明確さと一貫性を確保するには、平易な言語と適切な文法を市民とのすべてのコミュニケーションに使用する必要」と言及。

### フィンランド
2011年　所得税、交通安全に関する全ての法律、総務省は市民とのコミュニケーションにおいて平易な英語を使用、表記する。

### ノルウェー
2009年「公的サービスにおけるプレインランゲージの使用」プログラムを開始。

### ドイツ
2009年　国連障害者権利条約（2条でプレインランゲージに言及している）に批准した。2016年　障害者平等法の改正で公権力による平易な言葉（ドイツ語でLeichte Sprache）の使用が明文化された。

### オーストラリア
所得税と交通安全に関する法律を平易な英語で表記。平易な言語の使用については州政府と法律専門家からの動きが大きい。

### ニュージーランド
2017年　プレインランゲージ法案の提出。

### 南アフリカ共和国
1998年、2008年　消費者とのコミュニケーションにおいてプレインランゲージの使用を義務付ける政府法令。

### メキシコ
メキシコ政府の「市民の言語プロジェクト」は、政府の規制を市民に理解しやすくすることを目的としている。市民や公務員がビジネスや業務を簡単、安全、迅速に完了できるようにすることを意図して作成された。

### 欧州委員会
新たに「クリア・ライティング・キャンペーン（明確に文章を書く運動）」を開始。職員が、あらゆる文書をすべての言語で、より明確に短くシンプルにすることを奨励。EUのイメージや効率性を高めることを目的としている。。